# Centre-Ouest du Paraná
Le Centre-Ouest du Paraná est l'une des 10 mésorégions de l'État du Paraná. Elle regroupe 25 municipalités groupées en 2 microrégions.

## Données
La région compte 316 492 habitants pour 11 937 km².

## Microrégions
La mésorégion Centre-Ouest du Paraná est subdivisée en 2 microrégions:
- Campo Mourão
- Goioerê